# Elops
Elops Linnaeus, 1758 è un genere di pesci ossei marini e d'acqua salmastra, unico genere della famiglia Elopidae appartenente all'ordine Elopiformes.

## Distribuzione e habitat
Sono presenti in tutti i mari tropicali. Sono completamente assenti dal mar Mediterraneo e dalle coste europee.
Sono pesci pelagici costieri che penetrano, soprattutto i giovani, nelle acque salmastre e dolci compresa la parte bassa del corso dei fiumi.

## Descrizione
Questi pesci hanno corpo allungato e a sezione ovale, solo leggermente appiattito lateralmente. Gli occhi sono molto grandi e sono protetti da una membrana trasparente. La bocca ha mascelle robuste ed è abbastanza grande. La pinna dorsale e la pinna anale sono abbastanza piccole. Le pinne ventrali sono inserite molto indietro, sotto la dorsale. Le pinne pettorali sono poste in basso nel corpo. La pinna caudale è molto ampia e fortemente forcuta.
Possono superare il metro di lunghezza.

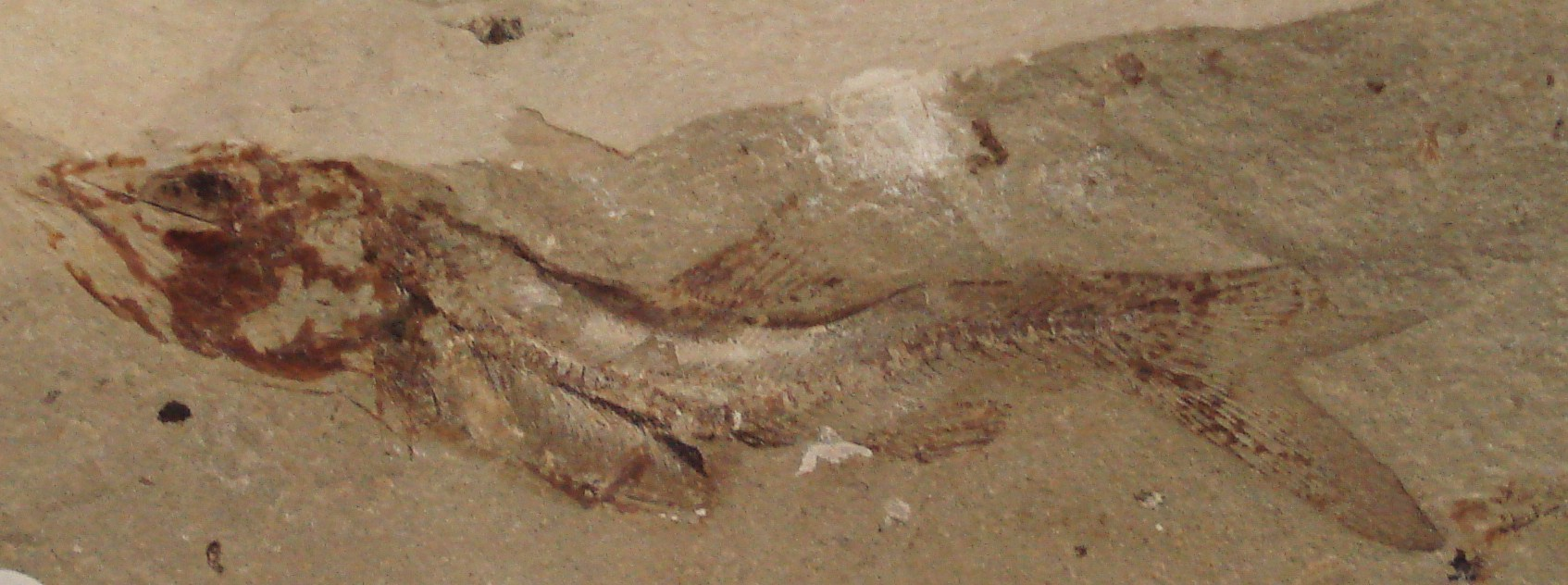
Fossile di Davichthys garneri, un elopide fossile del Cretaceo

## Biologia
Sono pesci gregari che cacciano in banchi.

### Alimentazione
Sono predatori, si cibano di piccoli pesci e di crostacei.

### Riproduzione
Depongono le uova in mare aperto. Le larve sono leptocefali.

## Tassonomia
Il genere comprende le seguenti specie:
- Genere Elops
  - Elops affinis
  - Elops hawaiensis
  - Elops lacerta
  - Elops machnata
  - Elops saurus
  - Elops senegalensis
  - Elops smithi

## Pesca
Data la resistenza strenua che offrono alla cattura sono apprezzati dai pescatori sportivi. Vengono catturati soprattutto a traina e spinning ma anche con esche naturali. Le carni sono pessime, ricchissime di spine, per cui sono scarsamente oggetto di pesca commerciale.